# Мезенская ПЭС

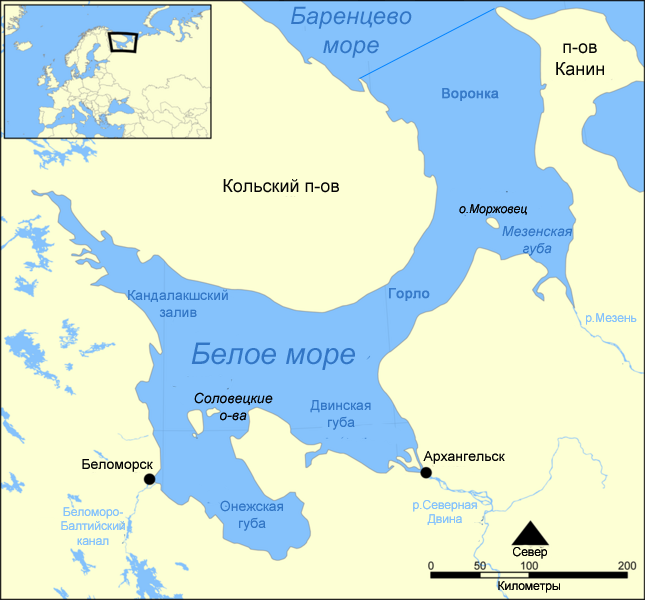
Мезенская губа на карте Белого моря.

Мезе́нская прили́вная электроста́нция — проектируемая приливная электростанция в Мезенском заливе Белого моря, Архангельская область. Планируется, что станция будет иметь мощность 8 ГВт и её годовая выработка электроэнергии составит 38,9 млрд кВт·ч — столько же, сколько у всего Волжско-Камского каскада ГЭС.
Размещение ПЭС в Мезенской губе выбрано в связи с большой высотой приливов, которая здесь достигает 10 м.

## История проекта
Проект по строительству Мезенской ПЭС начат ещё в СССР, однако из-за распада страны и нехватки средств проект заморозили. Работы по нему возобновились после реорганизации РАО «ЕЭС».
Разработку ведет ОАО «Малая Мезенская ПЭС», дочернее предприятие «РусГидро». Проект находится на этапе разработки обоснований инвестиций (этап «Обоснование выбора створа»).
В конце 2008 года, решением материнской компании, работы были приостановлены из-за сокращения инвестиционных расходов.
В утверждённой «Генеральной схеме размещения объектов электроэнергетики до 2020 года» Мезенская ПЭС присутствует со сроком 2016—2020 гг.
Президент РФ поручил правительству к 1 марта 2022 года рассмотреть вопрос о создании центров по производству водорода и аммиака с использованием энергии, вырабатываемой приливными электростанциями, в том числе Мезенской ПЭС.

### Малая Мезенская ПЭС
В 2006 году реализован проект «Малая Мезенская ПЭС». В его рамках был разработан опытный образец наплавного блока, на котором установлен ортогональный гидроагрегат ОГА-5 (ось вращения турбины перпендикулярна потоку). Установленная мощность агрегата 1,5 МВт, диаметр рабочего колеса 5 м. Блок был изготовлен на ПО «Севмаш», после чего был отбуксирован в Баренцево море и установлен у Кислогубской ПЭС. В настоящее время (2009 г.) ведутся его натурные испытания.
Из набора блоков подобной конструкции планируется создавать крупные ПЭС (в том числе Мезенскую).

## Расположение
В настоящее время наиболее перспективным считается вариант размещения Мезенской ПЭС в створе мыс Абрамовский — мыс Михайловский, при котором длина ее плотины составляет 85 км.

## Экономическая сторона
Электроэнергию предполагается направлять в Западную Европу по ОЭС «Восток-Запад».

## Экологическая сторона
В случае постройки станции ежегодная экономия топлива оценивается в 12,6 млн т у.т., что предотвратит выброс в атмосферу около 19,45 млн тонн углекислого газа.